# Калининский (Алтайский край)
Калининский — посёлок в Солонешенском районе Алтайского края. Входит в состав муниципального образования сельское поселение Берёзовский сельсовет.

## История
Образован как посёлок фермы имени Калинина совхоза «Знамя Октября».

## Население
| 1997 | 1998 | 1999 | 2000 | 2001 | 2002 |
| ---- | ---- | ---- | ---- | ---- | ---- |
| 57   | ↘56  | ↘44  | ↘42  | →42  | ↘39  |
| 2003 | 2004 | 2005 | 2006 | 2007 | 2008 |
| ↗43  | ↘42  | →42  | ↘40  | →40  | →40  |
| 2009 | 2010 | 2011 | 2012 | 2013 |      |
| →40  | →40  | ↘39  | ↘38  | →38  |      |

Национальный состав
Согласно результатам переписи 2002 года, в национальной структуре населения русские составляли 97 %.